# Huicheng (She)

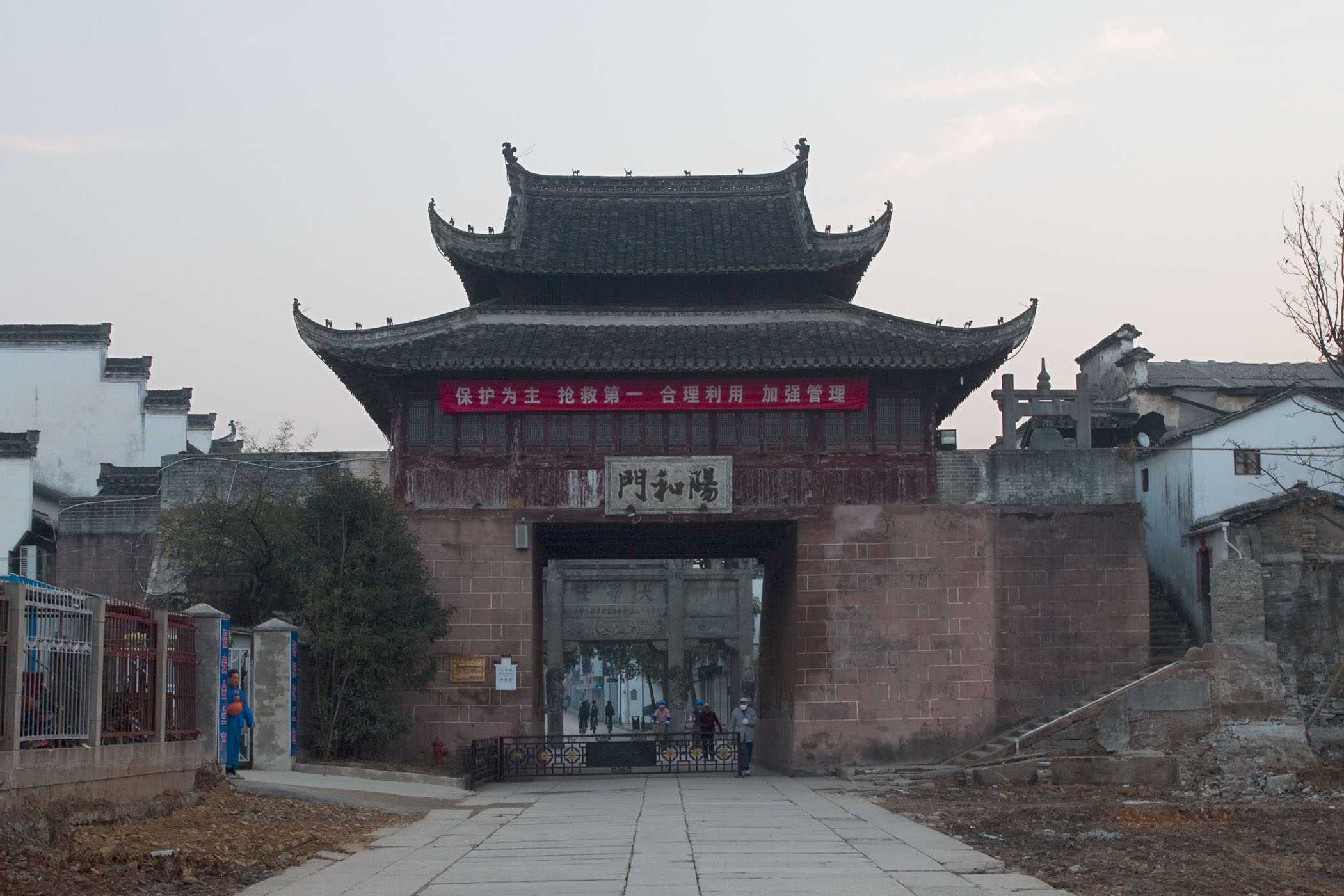
Das Stadttor Dongqiao Lou

Huicheng (chinesisch 徽城镇, Pinyin Huīchéng Zhèn) ist eine Großgemeinde und der Hauptort des Kreises She, der zum Verwaltungsgebiet der bezirksfreien Stadt Huangshan in der chinesischen Provinz Anhui gehört. Huicheng hat eine Fläche von 61,5 km² und ca. 60.800 Einwohner (2010). Administrativ setzt die Großgemeinde sich aus 17 Dörfern und sieben Einwohnergemeinschaften zusammen.
Koordinaten: 29° 52′ N, 118° 26′ O